# Vilhelm Julinder
Johan Vilhelm Julinder, född den 26 september 1890, död den 21 juli 1974, var en svensk tjänsteman, vissångare och revyskådespelare. 

## Biografi
Julinder var son till revisorn Daniel Julinder och dennes hustru, född Eriksson, samt från 1933 gift med Maja Vestin. Efter avlagd studentexamen 1910 arbetade han som extra ordinarie kontorist och var tjänsteman vid Stockholms fattigvårdsnämnd 1912-1915. Han började studera sång för operasångaren och musikpedagogen Torsten Vilhelm Lennartsson 1911. vilket följdes med studier för Gillis Bratt och Haldis Ingebjart-Isene. Julinder debuterade som konsertsångare 1915, men övergick sedan till revy- och kabarémedverkan, och blev efter studier i lutspel en av våra mest etablerade vissångare. Han var engagerad som lutsångare vid Rolfs revyer 1920-1921 samt hos Albert Ranft 1923-1926. Han uppträdde självständigt från 1927 som lutsångare med konserter och visaftnar i Stockholm och landsorten samt gjorde inhopp i olika teatersällskap. Han turnerade med sin luta i hela Norden och gav viskonserter under mer än 30 år, men spelade in mycket få grammofonskivor. Som estradartist blev han oerhört populär och omtyckt. Han blev tidigt ledamot av Samfundet Visans Vänner.

## Filmografi
- 1938 – Vi som går scenvägen
- 1942 – Sol över Klara

## Teater

### Roller (ej komplett)
| År   | Roll                           | Produktion                                                            | Regi             | Teater         |
| ---- | ------------------------------ | --------------------------------------------------------------------- | ---------------- | -------------- |
| 1921 | Medverkande                    | Bolsjevikdiamanten, revy Ture Nerman                                  | Ernst Rolf       | Intima teatern |
| 1923 |                                | Ebberöds bank Axel Breidahl och Axel Frische                          | Sigurd Wallén    | Södra Teatern  |
| 1924 |                                | Rajhan Anders Eje och Fred Winter                                     | Nils Johannisson | Oscarsteatern  |
| 1925 |                                | Damerna från Olympen Rudolf Schanzer, Ernst Welisch och Rudolf Nelson | Nils Johannisson | Oscarsteatern  |
| 1925 | Jolly Jefferson                | Orloff Ernst Marischka och Bruno Granichstaedten                      | Nils Johannisson | Oscarsteatern  |
| 1925 | Olle                           | Julstjärnan Sverre Brandt och Johan Halvorsen                         | Nils Johannisson | Oscarsteatern  |
| 1926 |                                | Damen utan slöja August Neidhart, Lothar Sachs och Byjacco            | Oskar Textorius  | Södra Teatern  |
| 1926 | Polislöjtnanten Franz, betjänt | Hjärtekrossaren Hermann Haller och Eduard Künneke                     | Oskar Textorius  | Oscarsteatern  |
| 1926 | Robert de Champioux            | Benjamin René Mercier                                                 | Nils Johannisson | Södra Teatern  |